# نسر (أسطورة)
النسر (بالإنجليزية: Eagle)‏ طائر ضخم مشهور بقوته وحدة بصره، كثيرا ما يرتبط بآلهة السماء. وكان النسر في الميثولوجيا اليونانية مقدس عند كبير الآلهة زيوس الذي كثيرا ما يتشكل في هيئة النسر ليقوم بمغامراته الجنسية، عندما وقع زیوس في غرام الصبي الطروادی غانيميد، يرمز أيضا إلى إله السماء جوبتر عند الرومان، واتخذ النسر رمزا في شارات أستراليا وروسيا، وإن كان بنیامین فرانکلین قد رفضه رمزا للولايات المتحدة واستبدل به الديك الرومی.
وكان النسر رمزا لإله الأزيتيك وللإله أودين في الديانة الإسكندنافية، وكثيرا ما يرمز النسر في الديانة المسيحية إلى السيد المسيح، كما أن القديس يوحنا الإنجيلي، كثيرا ما يصور على هيئة نسر، أو يصاحبه النسر لأن إنجيله كان يعد عند آباء الكنيسة أكثر الأناجيل الأربعة إلهاما وروحية.
أما الفيلسوف الألماني نيتشه (1844-1900) في القرن التاسع عشر فقد اختار النسر في کتابه «هكذا تكلم زرادشت» ليكون الطائر الذي يصاحب الحكيم المتوحد. أما الرفيق الآخر من الحيوانات فهو الأفعی (رمزية): فهما في نظره أعظم الحيوانات كبرياء وعنفا، وهما يظهران في علم المكسيك.